# 제레미 틸
제레미 틸(영어: Jeremy Till, 1957년 4월 5일 ~ )은 잉글랜드의 건축가, 교육인, 작가이다. 2012년부터 센트럴 세인트 마틴스의 학장이자 런던 예술대학교의 부총장으로 활동하고 있다.

## 교육
제레미 틸은 1975년 이튼 칼리지를 졸업하고 1979년 케임브리지 대학교에서 석사(MA) 과정을 수학했다. 이후 센트럴 런던 폴리테크닉(Polytechnic of Central London)에서 건축학 (Dip. Arch.) 학위를, 미들섹스 대학교(Middlesex University)에서 현대 유럽 철학 석사(MA in Modern European Philosophy) 학위를 수여받았다.
제레미 틸은 1986년 킹스턴 폴리테크닉에서 교육자로써의 경력을 시작했다. 그는 피터 쿡이 학장으로 임명된 직후인 1990년에 유니버시티 칼리지 런던 산하 바틀렛 건축학교로 이직하였다. 바틀렛 재직 당시 학부 과정 디렉터, 디플로마(Diploma) 스튜디오 리더등을 역임했으며 1999년 셰필드 건축학교(Sheffield School of Architecture)의 학장 겸 교수로 경력을 이어나갔다. 이 기간 동안 셰필드 대학교는 사회적이고 정치적인 건축교육으로 명성을 얻었다. 이후 2008년부터 웨스트민스터 대학교 건축학부장으로 일하다가 2012년 런던 예술대학교 산하 센트럴 세인트 마틴스의 수장으로 임명되었다. 현재 센트럴 세인트 마틴스의 학장 겸 교수로 재직 중이다. 제레미 틸은 2000년대 초 영국 왕립 건축가 협회의 건축 교육 연구위원회에 일원으로 활동하기도 했다.

## 저술 목록
- 《불완전한 건축》(Architecture Depends, 2012; 한국어판 ISBN 978-89-5592-236-3)